# Набег на Ярмут
Набег на Ярмут (англ. Raid on Yarmouth) — морская операция, проведённая Флотом Открытого моря в Северном море 3 ноября 1914 года с целью атаки британского побережья и постановки вблизи него минного заграждения.

## Ход операции

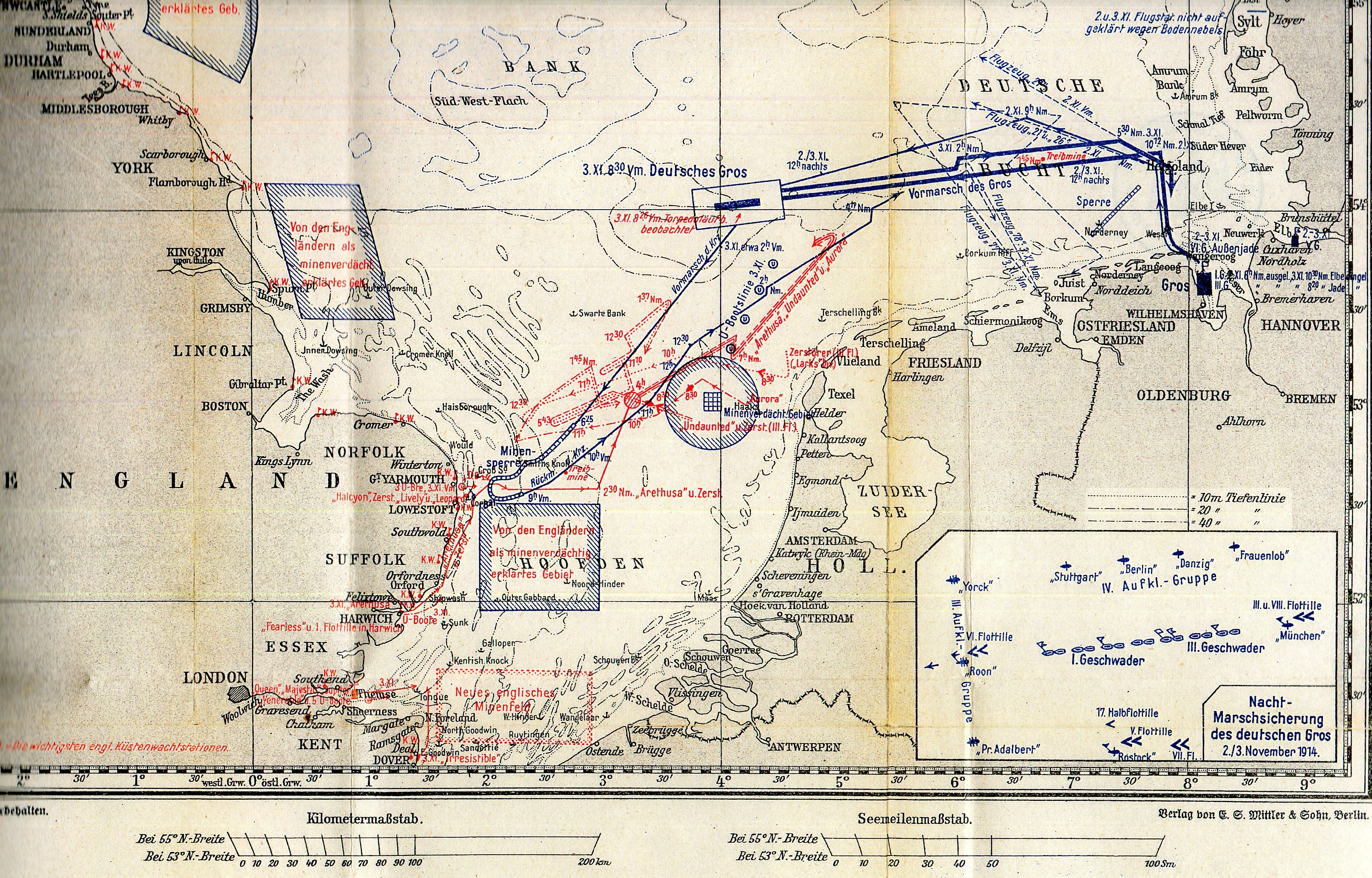
Übersichtskarte. Beschießung von Yarmouth am 3. November 1914 durch deutsche Seestreitkräfte

Днём 2 ноября немецкие корабли вышли из Вильгельмсхафена и направились по направлению к английскому побережью. Германский отряд состоял из линейных крейсеров «Зейдлиц», «Мольтке» и «Фон дер Танн», а также броненосного крейсера «Блюхер» и четырёх лёгких крейсеров. 
Рано утром 3 ноября линейные крейсера были замечены недалеко от Ярмута с английской канонерской лодки, которая передала сообщение об этом на берег и скрылась, несмотря на попытку преследования, произведённую «Зейдлицем».
В 8 часов 30 минут линейные крейсера начали обстрел берега, а лёгкие — постановку минного заграждения. Из-за сильного тумана огонь вёлся «вслепую» и не принёс результатов. Через полчаса немецкие корабли развернулись и начали полным ходом возвращаться на базу. Попытка перехватить их окончилась безрезультатно. На поставленном минном заграждении через несколько часов подорвалась британская подводная лодка HMS D-5.
Британское Адмиралтейство сделало выводы из обстрела и произвело перебазирование своих кораблей на случай повторения подобной операции.